# Eurotettix procerus
Eurotettix procerus är en insektsart som beskrevs av Cigliano 2007. Eurotettix procerus ingår i släktet Eurotettix och familjen gräshoppor. Inga underarter finns listade i Catalogue of Life.